# The Workshop
The Workshop je sedmá epizoda amerického televizního muzikálového seriálu Smash. Epizoda měla premiéru ve vysílání televizní stanice NBC 19. března 2012.

## Děj epizody
Workshop muzikálu Marylin se konečně koná. Představitelka hlavní role, Ivy (Megan Hilty) dostane trému. Karen (Katharine McPhee) se musí rozhodnout. Julia (Debra Messing) a Michael (Will Chase) čelí následkům toho, co dělali.

## Seznam písní
- "Brighter Than the Sun"
- "Everything's Coming Up Roses"
- "Let Me Be Your Star"
- "The 20th Century Fox Mambo"
- "History is Made at Night"
- "The National Pastime"
- "On Lexington & 52nd Street"

## Natáčení
Mezi vedlejšími rolemi se objeví Will Chase v roli herce Michaela Swifta.
Dne 11. října 2011 bylo oznámeno, že v seriálu bude hostovat známá broadwayská herečka Bernadette Peters. Hraje roli Ivyny (Megan Hilty) matky, Leigh Conroy, která jednou vyhrála cenu Tony, ale "nyní žije bez své dcery a stále ji připomíná její chyby". Společně s tím bylo i oznámeno, že si Peters bude v této epizodě zpívat. 15. března 2012 bylo zveřejněno, že bude zpívat píseň "Everything's Coming Up Roses" z muzikálu Gypsy: A Musical Fable, kterou předtím zpívala v roce 2003 v broadwayském revivalu tohoto muzikálu.
Současně byly v epizodě zahrnuty jiné verze písní, které zazněly již v předchozích epizodách. Konkrétně tedy písní "Let Me Be Your Star", "The 20th Century Fox Mambo", "History is Made at Night" a "The National Pastime". V této epizodě bylo poprvé k vidění nové číslo z muzikálu, které zpíval Will Chase s názvem "On Lexington & 52nd Street". Jen tato píseň z této epizody byla později vydána jako singl a dostupná ke stažení.

## Sledovanost
Epizodu v den vysílání sledovalo 6,56 milionů amerických diváků. Získala rating 2,2/6.